# Estación Tosquita
Tosquita es una estación ferroviaria ubicada en la localidad del mismo nombre, Departamento Río Cuarto, Provincia de Córdoba, República Argentina.

## Servicios
Actualmente, no presta ningún servicio de cargas ni de pasajeros.

## Historia
En el año 1913 fue inaugurada la Estación, por parte del Ferrocarril Buenos Aires al Pacífico, en el ramal Vicuña Mackenna-Achiras. 